# عرب سويسرا
عرب سويسرا هم مواطنون عرب أو مقيمين في سويسرا من بلدان عربية، ولا سيما من المغرب، تونس، الجزائر، ليبيا، لبنان، سوريا والعراق. ومجوعات صغيرة من مصر، فلسطين، الأردن والسودان، الذين هاجروا من بلدانهم الأصلية، ويقيمون حاليا في سويسرا.

## تاريخ
على مدى التاريخ، لم تكن سويسرا وجهة تقليدية للهجرة العربية، لكن ذلك لم يحُل دون توافد مهاجرين من مختلف البلدان العربية عليها منذ الأعوام الأولى للقرن العشرين. ويمكن القول إن معظم العرب الذين قدموا للدراسة أو العمل أو الإقامة في سويسرا، قد اختطوا لأنفسهم بعد معاناة وإصرار مسارات فريدة ومميزة أحيانا تمزج ككل المآلات البشرية بين النجاحات والخيبات والأفراح والأتراح، لكنها تقدم، مع ذلك، أدلة إضافية على ضرورة التعايش والتفاهم وإمكانية التلاقح الثقافي والحضاري والإنساني بين الشرق والغرب رغم كل العقبات القائمة.

## التركيبة السكانية
العرب في سويسرا هم (معظمهم من المغرب العربي ولكن أيضا بعض من المشرق العربي. ليست هناك أرقام رسمية بشأن التركيبة السكانية للعرب في سويسرا.

### المغرب العربي
بعدد يناهز 18000 شخص مع نهاية العقد الأوّل من الألفية الثالثة، أصبح رعايا بلدان المغرب العربي، يشكلون 1% من مجموع السكان الأجانب في سويسرا. غير أن حضور وتأثير هذه المجموعة السكانية في الساحة العامة السويسرية أكبر بكثير من عددها الفعلي، وفقا لدراسة علمية شاملة أنجزها منتدى دراسات الهجرة التابع لجامعة نوشاتيل بتكليف من كتابة الدولة للهجرة بسويسرا. مع نهاية 2010، كانت سويسرا تستضيف على أراضيها، خاصة في المدن الكبرى وفي الكانتونات الناطقة بالفرنسية ما يناهز عن 18.000 مقيم دائم من بلدان المغرب العربي الثلاث موزّعين على النحو التالي: المغرب (7469)، وتونس (6418)، والجزائر (3822). ويوضّح الرسم البياني التالي تطوّر عدد المقيمين الدائمين المغاربيين في سويسرا بحسب بلدانهم الأصلية في الفترة الفاصلة بين 1981 و2010. بعد مرور عدّة سنوات، فجأة ارتفعت نسبة المهاجرين من بلدان المغرب العربي الثلاث الحاصلين على الجنسية السويسرية. وبداية من عام 1992، وحتى 2010، تراوح عدد التونسيين الذين حصلوا على الجواز السويسري سنويا بين 200 و280 شخص، في حين تراوح ذلك العدد بين 150 و200 شخص بالنسبة للجزائريين. والرسم التالي يعطي فكرة عن عملية التجنيس في صفوف هذه المجموعة السكانية بين عامي 1992 و2010.
المؤشّر الاساسي الذي يستعمل في سويسرا للتمييز بين المجموعات المهاجرة هو نوع تصريح الإقامة: هناك الإقامة الدائمة (تصريح من صنف B وC)، والإقامة المؤقتة أو الموسمية (من صنف G وF وN وS). وهنا يشير التقرير إلى أن إقامة المهاجرين المغاربة والتونسيين والجزائريين قد شهدت تحوّلا ملفتا منذ عام 1994، من إقامات مؤقتة إلى إقامات دائمة، تسمح بعد مدّة قانونية محددة للمهاجر بالتقدّم بطلب للحصول على المواطنة السويسرية. وعلى سبيل المثال، في عام 2009، كان 90% من المهاجرين المغاربة والتونسيين حاصلين على تصاريح إقامة من صنف B وC، في حين كانت 70% للجزائريين في عام 2000. من الخصائص الاساسية التي تميّز نسيج المهاجرين المغاربة في سويسرا أيضا تمركز وجودهم في سويسرا الروماندية أو سويسرا الناطقة بالفرنسية، مما يعطي فكرة على المناطق الجاذبة بالنسبة لهم. وهذا لا يتطلّب اجتهادا كبيرا، حيث لا تترك الأرقام مجالا للتأويل: 64% من الجزائريين، و67% من المغاربة و56% من التونسيين يقيمون في الكانتونات الناطقة بالفرنسية، بل أكثر من ذلك، أزيد من نصف المغاربة ومن الجزائريين موزّعين بين كانتوني جنيف وفو فقط. لكن هذه الظاهرة أقلّ حدّة بالنسبة للتونسيين حيث نجد زهاء 30% منهم في الكانتونات الناطقة بالألمانية، خاصة في المدن الكبرى.
| السنة         | 1980  | 1990   | 2000   | 2009   |
| المغرب العربي | 6,205 | 10,905 | 15,469 | 20,415 |

### المشرق العربي
في مارس 2012، قدم مكتب الأمم المتحدة للمفوض السامي لحقوق الإنسان طلب إلى سويسرا لقبول بعض اللاجئين السوريين، وأعلنت الحكومة السويسرية أنها تدرس الطلب. في مارس 2015، تعيين المجلس الاتحادي السويسري هدف قبول 3000 لاجئ سوري على مدى ثلاث سنوات. بحلول سبتمبر عام 2015، كان 5000 لاجئ سوري حصلت على ترخيص مؤقت للعيش في سويسرا، وإضافي 2000 قدمت طلب لجوء وكانت معلقة.
وفقا لمشروع جوشوا هناك 16,000 ألف من لبنان يعيشون في سويسرا.
وفقا لالجالية العراقية في سويسرا هناك 5.159 من العراق. عدد العراقيين المقيمين بشكل دائم (حتى نهاية أكتوبر 2013) 5.159. الحاصلون على تصاريح من فئة (C) (إقامة غير محدودة بأجل): 2.533. الحاصلون على تصاريح من فئة (B) (إقامة طويلة الأجل): 2.625. عدد العراقيين المقيمين بشكل غير دائم (حتى نهاية أكتوبر 2013): الحاصلون على تصاريح من فئة (L) (إقامة قصيرة الأجل): 4. عدد العراقيين اللاجئين (الحالة في نهاية شهر نوفمبر 2013) العدد الإجمالي: 2.143. الحاصلون على إقامة مؤقتة من فئة (N) (خاصة بطالبي اللجوء): 379. الحاصلون على تصاريح من فئة (F) (إقامة مؤقتة لأسباب إنسانية): 1.764. المشاركون في برنامج «المساعدة من أجل العودة»: 243.
وفقا للاحصاءات الرسمية هناك 7.185 عراقي في عام 2013.
| الدولة | 1980 | 1985 | 1990 | 1995 | 2000  | 2005  | 2010  | 2013  |
| ------ | ---- | ---- | ---- | ---- | ----- | ----- | ----- | ----- |
| العراق | 352  | 378  | 454  | 771  | 2,046 | 3,257 | 7,553 | 7,185 |

## الثقافة

### الدين

مسجد الشمس في ريبستين

غالبية عرب سويسرا هم مسلمون، وفقا لجمعية الثقافة لنساء المُسلمات في سويسرا، فإن المجتمع العربي عدده حوالي 30.000 شخص يشكلون 18٪ فقط من المجتمع الاسلامي كله. هناك أيضا مسيحيون عرب من الدول العربية وخاصة من لبنان وسوريا، والأديان الأخرى، مثل الدروز.

### اللغة
العرب في سويسرا يتحدث العربية كلغة أم. في سويسرا هناك أربع لغات وطنية هي الألمانية والفرنسية والإيطالية والرومانشية. وهكذا فإن العرب يتكلمون اللغة التي هي رسمية في كانتونات سويسرا.

## طالع أيضًا
- عرب مغتربون
- عرب أوروبا
- الإسلام في سويسرا

## روابط خارجية
- جمعية سويسرا - العالم الإسلامي
- مؤسسة قرطبة بجنيف
- فكِّر في لبنان
- المكتبة العربية «الزيتونة» في جنيف
- جمعية لإغاثة أطفال بيت لحم
- مؤسسة سويسرا المغرب للتنمية المُستديمة
- جمعية الجالية التونسية في سويسرا
- الجالية العراقية في سويسرا
- مجلة ودار نشر «لسان»
- المركز الثقافي العربي السويسري